# Wendeschleife

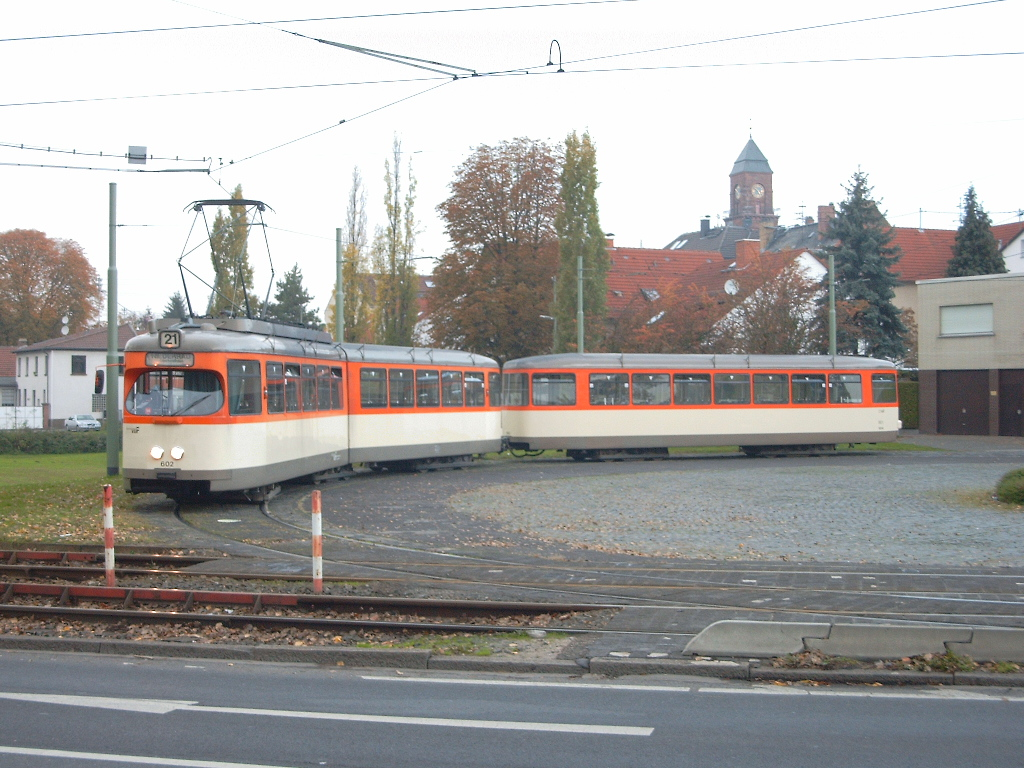
Einrichtungs-Triebwagen mit Beiwagen der Straßenbahn Frankfurt am Main in der Wendeschleife in Frankfurt-Nied

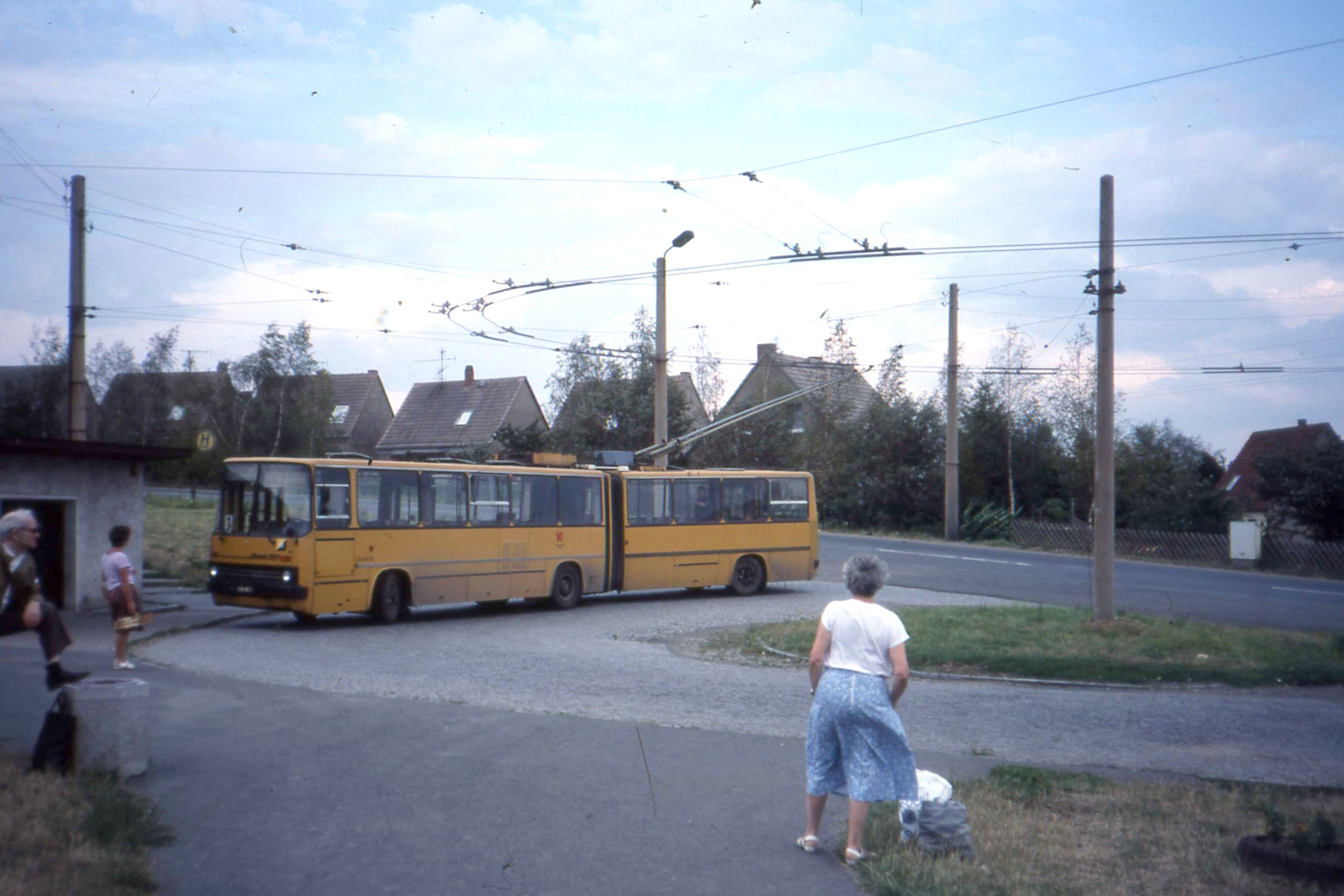
Ehemalige Wendeschleife eines Oberleitungsbusses in Weimar, Ortsteil Schöndorf

Wendeschleife für Gelenkbusse, Maße 60,53 × 25,00 Meter

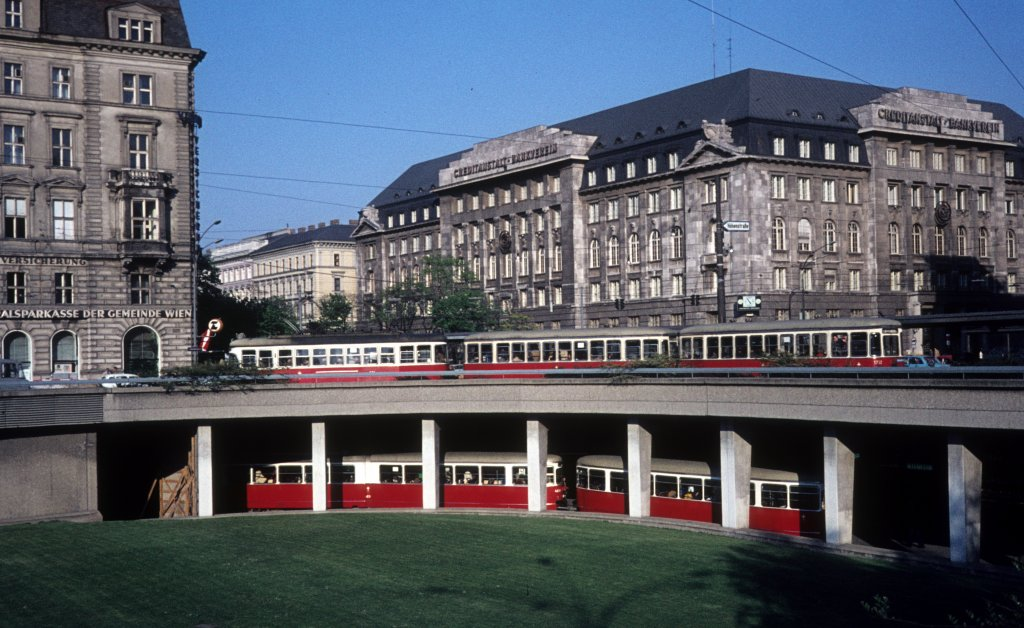
Das sogenannte Jonasreindl in Wien ist eine Wendeschleife auf zwei Ebenen

Ehemalige Wendeschleife Zoologischer Garten der Wuppertaler Schwebebahn zu Beginn des 20. Jahrhunderts, der kehrende Wagen unterquert gerade die beiden Streckengleise

Eine Wendeschleife, Kehrschleife, Umkehrschleife, Endkehre, Endschleife, Gleisschleife, Gleiskehre, Rückkehrschleife oder kurz Schleife, Kehre bzw. Wende oder Buswende dient dem Abschluss einer Linie im öffentlichen Personennahverkehr. Sie erlaubt es den eingesetzten Fahrzeugen ohne Fahrtrichtungsänderung umzukehren, um die Rückfahrt einzuleiten. Man unterscheidet dabei Schleifen an Endhaltestellen und solchen an Zwischenendstellen. Führt eine Schleifenfahrt durch mehrere Straßenzüge, so spricht man von einer Häuserblockschleife, Blockschleife oder Blockumfahrung. In der Schweiz sind auch die Begriffe Wendeschlaufe oder Endschlaufe gebräuchlich.
Besonders häufig sind Wendeschleifen in Straßenbahnnetzen, da sie dort die Verwendung von Einrichtungswagen ermöglichen. Bei Zweirichtungsfahrzeugen ermöglichen sie einen flüssigeren und schnelleren Betrieb, weil der Triebfahrzeugführer nicht den Führerstand wechseln muss und beim Beiwagenbetrieb die umständliche Benutzung von Umsetzendstellen entfällt. Unverzichtbar sind Wendeschleifen ebenso bei Oberleitungsbussen und allgemein bei Gelenk- und Doppelgelenkbussen im Linienverkehr. Diese Fahrzeuge können nicht zuverlässig durch Rückwärtsfahren wenden. Alternativ können auch Kreisverkehrsanlagen als Wendeschleife benutzt werden.
Vor allem, wenn auch noch ein Überholgleis vorhanden ist, werden die recht großen Wendeschleifenanlagen von Straßen- oder Stadtbahnen häufig als Verknüpfungspunkte zu anderen Verkehrsmitteln gestaltet. Innerhalb der von Gleisen umschlossenen Fläche können beispielsweise Kombibahnsteige mit Bussen, Kiss-and-Ride-Buchten, Warteräume für Fahrgäste sowie Auf- oder Abgänge zu anderen Verkehrsebenen angelegt werden.

## Eisenbahn
Kehrschleifen gibt es auch bei Eisenbahnen, allerdings seltener als Gleisdreiecke, weil die größeren Mindestradien der Haupt- und Nebenbahnen viel Platz für die Schleife erfordern. Ein Beispiel ist die Wendeschleife der Verbindungsbahn der S-Bahn Stuttgart, die sich südwestlich des Bahnhofs Schwabstraße befindet und komplett im Tunnel verläuft. Sie war erforderlich, um an der Schwabstraße ein effizientes Zugwenden zu gewährleisten. Sie besitzt einen Radius von 190 Metern, kann mit 50 km/h befahren werden und beinhaltet ein zuglanges Überholgleis. Weitere Beispiele sind die Wendeschleife der Selketalbahn im Bahnhof Stiege, die frühere Wendeschleife im Bahnhof Voerde der stillgelegten Kleinbahn Haspe–Voerde–Breckerfeld, die Wendeschleife der Hambachbahn, die Wendeschleife beim Rangierbahnhof Lausanne sowie die beiden Schleifen Hütteldorf und Heiligenstadt der ehemaligen Wiener Elektrischen Stadtbahn. Auch die frühen Talgo-Gliederzüge in Spanien und den Vereinigten Staaten benötigten wegen der Laufwerksgeometrie, die einen Fahrbetrieb als Zugfahrt nur in einer Richtung ermöglicht, Wendeanlagen. Diese wurden allerdings in den meisten Fällen in Form von Gleisdreiecken realisiert.
Darüber hinaus sind Wendeschleifen im Eisenbahnbereich insbesondere im Zusammenhang mit der Verknüpfung zwischen Eisenbahn und Straßenbahn anzutreffen, wobei diese Schleifen dann nur von den auf der Strecke eingesetzten Straßenbahn- bzw. Stadtbahnfahrzeugen benutzt werden können.
Bei normalspurigen Eisenbahnen:
- Baunatal-Großenritte (Bahnstrecke Kassel–Naumburg)
- Helsa Im Steinhof (Bahnstrecke Kassel–Waldkappel)
- Bad Herrenalb (Albtalbahn)
- Busenbach zwischen 1960 und 1985 (Albtalbahn)
- Ettlingen Albgaubad (Albtalbahn)
- Rüppurr Battstraße (Albtalbahn)
- Langensteinbach Süd zwischen 1966 und 1975 (Bahnstrecke Busenbach–Ittersbach)
- Langensteinbach St. Barbara (Bahnstrecke Busenbach–Ittersbach)
- Ittersbach Rathaus (Bahnstrecke Busenbach–Ittersbach)
- Neureut Kirchfeld (Hardtbahn)
- Leopoldshafen Frankfurter Straße (Hardtbahn)
- Rangierbahnhof Lausanne
- Griesfeld (Lokalbahn Wien–Baden)

Bei schmalspurigen Eisenbahnen:
- Pforzheim-Brötzingen Kleinbahnhof bis 1968 (Pforzheimer Kleinbahn)
- Mannheim-Käfertal OEG (Bahnstrecke Mannheim–Weinheim)
- Wallstadt Ost (Bahnstrecke Mannheim-Käfertal–Heddesheim)
- Heddesheim Bahnhof RNV (Bahnstrecke Mannheim-Käfertal–Heddesheim)
- Bad Dürkheim RHB (Bahnstrecke Bad Dürkheim–Ludwigshafen-Oggersheim)
- Ettingen (Bahnstrecke Basel–Rodersdorf)
- Flüh (Bahnstrecke Basel–Rodersdorf)
- Rodersdorf (Bahnstrecke Basel–Rodersdorf)
- Surbaum (Bahnstrecke Basel–Aesch)
- Reinach Süd (Bahnstrecke Basel–Aesch)
- Aesch Dorf (Bahnstrecke Basel–Aesch)
- Arlesheim Dorf (Bahnstrecke Basel–Dornach)
- Dornach Bahnhof (Bahnstrecke Basel–Dornach)
- Dornachbrugg (Bahnstrecke Basel–Dornach)
- Muttenz Dorf (Bahnstrecke Basel–Pratteln)
- Wartenberg (Bahnstrecke Basel–Pratteln)
- Pratteln Schlossstrasse (Bahnstrecke Basel–Pratteln)
- Gümligen, Siloah (Bahnstrecke Bern–Worb Dorf)
- Worb, Dorf (Bahnstrecke Bern–Worb Dorf)

Echte und von Zügen befahrene Wendeschleifen gibt es bei Bahnen mit reinem oder nahezu reinem Massenguttransport, die Bergwerke und Häfen verbinden, beispielsweise in der australischen Region Pilbara. Hier erübrigen sie sonst erforderliche Rangierarbeiten. Insbesondere in Nord- und Südamerika existieren auch Wendeschleifen zum Wenden von ganzen Zugeinheiten, beispielsweise um die Werkstätten von Maestranza-San Eugenio in Santiago de Chile.
Keine Wendeschleife ist eine Streckenführung bei Gebirgsbahnen, die zur Höhengewinnung einen Richtungswechsel von etwa 180° vornimmt. In diesem Fall spricht man von einer Kehre.

## Kombinierte Schleifen für Straßenbahn und Omnibusse

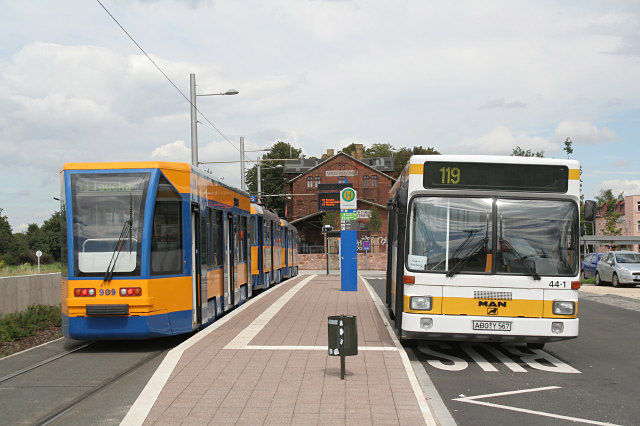
Optimierte Anschlussbedingungen durch Kombibahnsteig in der Wendeschleife Knautkleeberg

Eine Sonderform stellen kombinierte Wendeschleifen dar, bei denen eine Omnibuswendeschleife in eine Bahnwendeschleife integriert ist. Hierbei fahren die Omnibusse, die einen kleineren Radius benötigen, in der Regel innen und die Straßenbahn-/Stadtbahn-Züge außen. Wird die Schleife dabei – jeweils auf Rechtsverkehr bezogen – von den Zügen im und von den Omnibussen gegen den Uhrzeigersinn durchfahren, kann zwischen den beiden Schleifen ein kombinierter Bahnsteig bzw. Bussteig angelegt werden. Dieser vereinfacht das Umsteigen zwischen den beiden Verkehrsmitteln.

## Kreisverkehre
In verschiedenen Städten existieren kombinierte Kreisverkehre für Straßenbahn und Straßenverkehr, die von der Straßenbahn auch als Zwischenwendeschleife genutzt werden können. Eine Übersicht solcher Anlagen findet sich unter Kreisverkehre für Straßenbahnen.